# حلقه رمز

دو مثال از شبکه‌های حلقه رمز: الف) استفاده از یک MAU ب) استفاده از چندین MAU متصل به یکدیگر

شبکه حلقه رمز

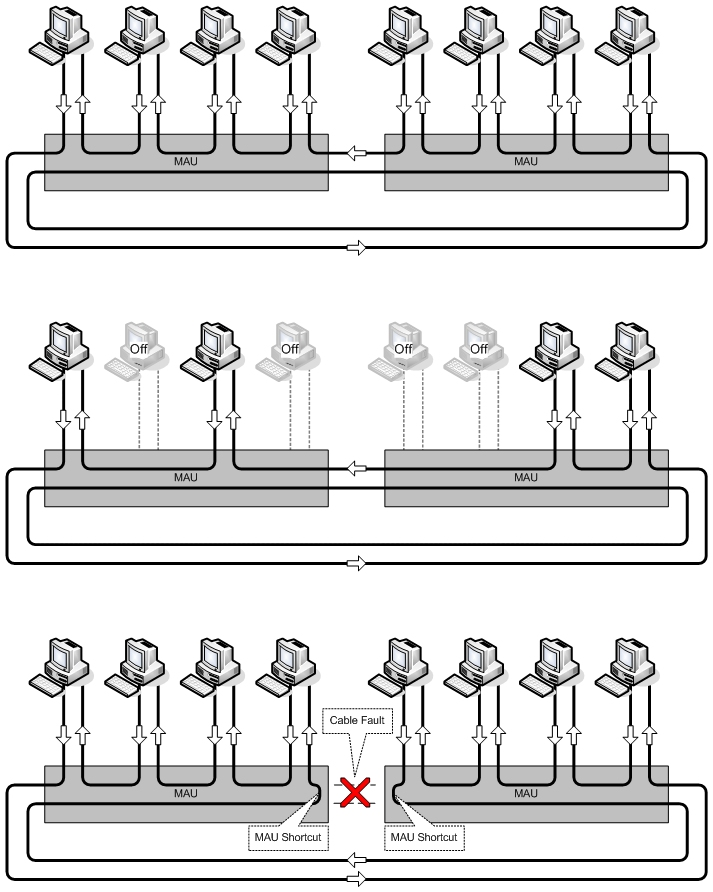
شبکه حلقه رمز: عملکرد یک MAU توضیح داده شده‌است

حلقه رمز (انگلیسی: Token Ring) یک فناوری شبکه کامپیوتری است که برای ساخت شبکه‌های محلی استفاده می‌شود. در سال ۱۹۸۴ توسط IBM معرفی شد و در سال ۱۹۸۹ با نام IEEE 802.5 استاندارد شد.
از یک فریم مخصوص سه بایتی به نام توکن استفاده می‌کند که در اطراف یک حلقه منطقی از ایستگاه‌های کاری یا سرورها ارسال می‌شود. این رمز عبور یک روش دسترسی به کانال است که دسترسی منصفانه را برای همه ایستگاه‌ها فراهم می‌کند و برخورد روش‌های دسترسی مبتنی بر اختلاف را حذف می‌کند.
حلقه رمز یک فناوری موفق بود، به ویژه در محیط شرکت‌ها، اما به تدریج توسط نسخه‌های بعدی اترنت تحت الشعاع قرار گرفت.